# الجمعية الدولية لشبكات الهاتف المحمول
الجمعية الدولية لشبكات الهاتف المحمول أو جي إس إم إيه (بالإنجليزية: GSMA)‏ هي جمعية تعبر عن مصالح شركات الاتصالات المتنقلة في جميع أنحاء العالم. تنتشر الجمعية في أكثر من 220 دولة، و تشمل ما يقرب عن 800 مشغلي شبكات الهاتف النقال في العالم و250 شركة مختصة في تكنولوجيات الهواتف المحمولة. كما تشرف الجمعية على تنظيم مؤتمرات و ملتقيات دورية مثل ملتقى عالم الهاتف النقال وموبايل آسيا إكسبو.